# Puchar Interkontynentalny w Lekkoatletyce 2018 – rzut młotem kobiet
Rzut młotem kobiet – jedna z konkurencji technicznych rozgrywana w ramach lekkoatletycznyego pucharu interkontynentalnego na Stadionie miejskim w Ostrawie-Witkowicach.

## Terminarz
Źródło: worldathletics.org.
| Data       | Godzina |
| ---------- | ------- |
| 8 września | 14:30   |

## Rekordy
Tabela prezentuje rekord świata, rekord pucharu interkontynentalnego, rekordy kontynentów oraz najlepszy wynik na listach światowych w sezonie 2018 przed rozpoczęciem mistrzostw.
|                                     | Zawodnik           | Wynik | Miejsce      | Data                  |
| ----------------------------------- | ------------------ | ----- | ------------ | --------------------- |
| Rekord świata                       | Anita Włodarczyk   | 82,98 | Warszawa     | 28 sierpnia 2016(dts) |
| Listy światowe                      | Anita Włodarczyk   | 79,59 | Lublin       | 22 lipca 2018(dts)    |
| Rekord pucharu interkontynentalnego | Kamila Skolimowska | 75,29 | Ateny        | 17 września 2006(dts) |
| Rekord Afryki                       | Amy Sène           | 69,70 | Forbach      | 25 maja 2014(dts)     |
| Rekord Azji                         | Wang Zheng         | 77,68 | Chengdu      | 29 marca 2014(dts)    |
| Rekord Ameryki Północnej            | DeAnna Price       | 78,12 | Des Moines   | 23 czerwca 2018(dts)  |
| Rekord Ameryki Południowej          | Jennifer Dahlgren  | 73,74 | Buenos Aires | 10 kwietnia 2010(dts) |
| Rekord Australii i Oceanii          | Bronwyn Eagles     | 71,12 | Adelaide     | 6 lipca 2003(dts)     |
| Rekord Europy                       | Anita Włodarczyk   | 82,98 | Warszawa     | 28 sierpnia 2016(dts) |

## Rezultaty
Źródło: worldathletics.org.
| Pozycja | Zawodniczka         | Drużyna        | Runda | Runda | Runda | Runda    | Runda | Rezultat | Punkty | Uwagi |
| Pozycja | Zawodniczka         | Drużyna        | 1.    | 2.    | 3.    | Półfinał | Finał | Rezultat | Punkty | Uwagi |
| ------- | ------------------- | -------------- | ----- | ----- | ----- | -------- | ----- | -------- | ------ | ----- |
| 1.      | DeAnna Price        | Ameryka        | 72,64 | x     | 75,13 | 74,97    | 75,46 | 75,46    | 8      | CR    |
| 2.      | Anita Włodarczyk    | Europa         | 69,72 | 71,95 | 73,45 | 73,34    | 73,20 | 73,45    | 7      |       |
| 3.      | Luo Na              | Azja i Oceania | 66,02 | 67,39 | 66,99 | 67,00    | NQ    | 67,39    | 6      |       |
| 4.      | Temi Ogunrinde      | Afryka         | 55,99 | 59,15 | 57,25 | x        | NQ    | 59,15    | 5      |       |
| 5.      | Alexandra Tavernier | Europa         | 69,23 | x     | 70,40 | NQ       | NQ    | 70,40    | 4      |       |
| 6.      | Jennifer Dahlgren   | Ameryka        | 65,49 | 63,75 | 68,59 | NQ       | NQ    | 68,59    | 3      |       |
| 7.      | Alexandra Hulley    | Azja i Oceania | 62,35 | x     | x     | NQ       | NQ    | 62,35    | 2      |       |
| 8.      | Soukaina Zakkour    | Afryka         | 58,09 | x     | x     | NQ       | NQ    | 58,09    | 1      |       |

## Klasyfikacja drużynowa
Źródło:
| Miejsce | Drużyna        | Punkty indywidualne | Punkty drużynowe        |
| ------- | -------------- | ------------------- | ----------------------- |
| 1.      | Europa         | 11                  | 14 (wykorzystany joker) |
| 2.      | Ameryka        | 11                  | 7                       |
| 3.      | Azja i Oceania | 8                   | 4                       |
| 4.      | Afryka         | 6                   | 2                       |